# Henri Baruk
Pour les articles homonymes, voir Baruk.
Henri Baruk, né le 15 août 1897 à Saint-Avé (Morbihan) et mort le 14 juin 1999 à Saint-Maurice (Val-de-Marne) est un psychiatre français.

## Biographie
Fils de l'aliéniste Jacques Baruk, Henri passe son enfance au sein même de l'institution psychiatrique dans laquelle travaille son père (les médecins vivaient alors dans des appartements de fonction logés dans l'institution).
Il s'engage dans des études médicales.
Il est mobilisé, en 1917, au 12e régiment d'infanterie, comme médecin auxiliaire, durant la Première Guerre mondiale, Il est décoré de la Croix de guerre.
Il poursuit, en  1921, son internat et son clinicat dans le service d'Henri Claude à l'Hôpital Sainte-Anne. Il consacre, en 1926, sa thèse aux troubles mentaux dans les tumeurs cérébrales.
Il cite souvent son maître, le professeur Joseph Babinski. Il eut aussi comme professeur Achille Souques.
En 1932, il prend la direction de l'Établissement national de Saint-Maurice (Maison de Charenton), poste qu’il occupe jusqu’à sa retraite en 1968.
Durant la Seconde Guerre mondiale, il est contraint de porter l'étoile jaune. Cette période le conduit à s'interroger sur la transmission, sur les valeurs de la religion juive qu'il commence alors à étudier et qui vont peu à peu prendre une place importante dans son œuvre. Dénoncé par un infirmier à la police allemande, il est libéré et trouve refuge pendant toute la durée de la guerre chez le docteur Henri Le Savoureux à la Vallée-aux-Loups dans l'ancienne maison de Chateaubriand à Châtenay-Malabry
Professeur agrégé en 1946, nommé en 1961 à l’École pratique des hautes études, directeur du Laboratoire de psychopathologie expérimentale et du Centre de psychiatrie sociale, il est aussi président de la Société médico-psychologique, président de la Société de médecine hébraïque, fondateur de la Société Moreau de Tours,
Baruk est nommé professeur à la faculté de médecine de Paris, puis membre de l'Académie de médecine en 1965.
Parmi ses élèves, on trouve Henri Ellenberger.
Baruk est enterré au Cimetière parisien de Bagneux (Hauts-de-Seine), dans la 1re division.

## Apports théoriques
Baruk s'intéresse aux développements de la psychopharmacologie et défend la psychiatrie morale, c'est-à-dire qui se réfère aux valeurs morales et religieuses. Cela le conduira, comme plus tard Michel Dugast Rouillé, à prendre position contre la psychanalyse.

« Le malade est trop souvent vu dans une attitude policière, c'est-à-dire comme un homme qui cache des pensées inavouables. Par ailleurs, la doctrine psychanalytique qui met le point sur la jouissance individuelle, l'hédonisme, est contraire à l'altruisme. Par là même, elle détruit la morale et détermine une attitude d'agressivité de l'individu, ceci non seulement chez les malades, mais chez les psychanalystes eux-mêmes. Le processus du transfert comporte lui-même parfois des conséquences troubles et douteuses. La recherche de la responsabilité de la maladie risque d'aboutir à un développement excessif de la mentalité du bouc émissaire et à charger sans cesse la famille, ce qui détermine des conflits, des ruptures, des divorces et la guerre au lieu de la pacification. Enfin, la psychanalyse, si elle se poursuit trop longtemps entretient un relâchement de la volonté et une baisse de l'énergie morale, le sujet étant sans cesse replié sur lui-même »

— La psychiatrie française de Pinel à nos jours, Paris, PUF, 1967, p. 29.
Il s'oppose également vigoureusement à la psychochirurgie :

« Mais la guerre la plus acharnée que j'ai menée concerne la lobotomie. Mon hostilité date même d'une époque où cette méthode n'était pas inventée (…) La bataille des électrochocs et de la lobotomie s'est étendue sur de nombreuses années et j'ai eu le bonheur de voir les thèses que je soutenais avec d'autres l'emporter enfin à peu près partout dans le monde (…) je me suis toujours rangé parmi les adversaires de cette technique que je considère comme barbare et dangereuse. J'ai été ainsi fidèle à la ligne de conduite qui a toujours été la mienne : joindre les données scientifiques aux sentiments d'humanité »

— Des hommes comme nous, Paris, Éditions Robert Laffont, 1976, p. 221-248.
Il se prononce également contre les thérapies de choc, les abus de prescription de psychotropes, ainsi que contre les mesures de protection des incapables majeurs alors mises en place, qu'il juge aliénantes et infantilisantes. Il récuse également la théorie organo-dynamique d'Henri Ey, qu'il juge trop matérialiste et mécaniciste.
Il est l'auteur d'un grand nombre d'ouvrages, d'articles, et de traités de psychiatrie et d'histoire de la médecine.

## Distinctions
- Officier de la Légion d'honneur[Quand ?][2]
- Croix de guerre 1914-1918

## Ouvrages
- Henri Baruk, Les troubles mentaux dans les tumeurs cérébrales : étude clinique, pathogénie, traitement, Gaston Doin, 1926, 396 p.
- Henri Baruk, Pathogénie du syndrome catatonique et catatonie expérimentale, Gaston Doin, 1932
- Henri Baruk, Psychiatrie médicale, physiologique et expérimentale : séméiologie-thérapeutique, Presses universitaires de France, 1938, 828 p.
- Henri Baruk, Psychiatrie morale expérimentale, individuelle et sociale : haines et réactions de culpabilité, Presses universitaires de France, 1945, 161 p.
- Henri Baruk, Psychoses et névroses, Presses universitaires de France, coll. « Que sais-je ?, 221 », 1946, 136 p.
- Henri Baruk, Maurice Bachet, Le test tsedek : le jugement moral et la délinquance, Presses universitaires de France, 1950, 88 p.
- Henri Baruk, Précis de psychiatrie, Masson, 1950, XXIII + 641
- Henri Baruk, La désorganisation de la personnalité, Presses universitaires de France, 1952, 135 p.
- Henri Baruk, Le monothéisme devant la science, Synthesis (Genève), 1952, 144 p.
- Henri Baruk, La psychiatrie sociale, Presses Universitaires de France, coll. « Que sais-je ? », 1955, 126 p.
- Henri Baruk, Traité de psychiatrie : séméiologie-psychopathologie, thérapeutique, étiologie, 2 vol., Masson, 1959
- Henri Baruk, La psychiatrie et la science de l'homme, Éditions du Levain, 1962, 158 p.
- Henri Baruk, La psychopathologie expérimentale, Presses Universitaires de France, coll. « Que sais-je ?, 1128 », 1964
- Henri Baruk, Civilisation hébraïque et science de l'homme, éditions Zikarone, 1965, 223 p.
- Henri Baruk, L'éthique juive face à l'assimilation, Trait-d'Union, 1965, 155 p.
- Henri Baruk, La psychiatrie française : de Pinel a nos jours, Presses Universitaires de France, 1967, 152 p.
- Henri Baruk, La psychiatrie française dans ses rapports avec les autres psychiatries : colloque international organisé par la société Moreau de Tours, du 27 au 30 juin 1967 à la Faculté de Médecine de Paris et à la Maison Nationale de Charenton, Presses Universitaires de France, coll. « Annales de thérapeutique psychiatrique, 4 », 1969, 276 p.
- Henri Baruk, Tsedek, droit hébraïque et science de la paix, Zikarone, 1970, 150 p.
- Henri Baruk, Psychiatrie, Foucher, coll. « Professions médicales et sociales, 17 », 1970, 75 p.
- Henri Baruk, L'hypnose et les méthodes dérivées, Presses universitaires de France, coll. « Que sais-je ?, 1458 », 1972, 128 p.
- Henri Baruk, Des hommes comme nous : mémoires d'un neuropsychiatre, Robert Lafont, coll. « Vécu », 1975, 367 p.
- Henri Baruk, La psychanalyse devant la médecine et l'idolâtrie, Zikarone, 1978, 93 p.
- Henri Baruk, La Bible hébraïque devant la crise morale du monde d'aujourd'hui, Colbo, 1987, 100 p.
- Henri Baruk, Le message des patriarches hébreux, Colbo, coll. « Judaïca-poche », 1990, 181 p.

## Articles
- Henri Baruk, « La catatonie colibacillaire expérimentale et clinique. Description générale. Mécanismes pathogéniques. Premiers essais thérapeutiques », Annales Médico-Psychologiques, no 4, 1933, p. 449-469.
- Henri Baruk, Ch. Massaut, « Action physiologique expérimentale et clinique du scopochloralose. Scopochloralose et bulbocapnine. Applications à quelques problèmes de la catatonie expérimentale », Annales Médico-Psychologiques, no 94, 1936, p. 702-712.
- Henri Baruk, « Quelques réflexions sur la personnalité d'Esquirol », L'Évolution Psychiatrique, no 1, 1939, p. 3-11.
- Henri Baruk, « Conscience morale et haine », Revue philosophique, janvier-mars 1946, p. 20-48.
- Henri Baruk, « Hygiène et médecine hébraïque en Palestine », Revue d’histoire de la médecine hébraïque, no 1, juin 1948, p. 42-59.
- Henri Baruk, « Les médecins allemands et l’expérimentation médicale criminelle », Revue d’histoire de la médecine hébraïque, no 7, décembre 1950, p. 7-20.
- Henri Baruk, Marc Dworzecki, (?) Krieger, « Résolutions concernant l'éthique médicale », Revue d’histoire de la médecine hébraïque, no 15, octobre 1952, p. 147-162.
- Henri Baruk, « Une nouvelle méthode de psychothérapie: la chitamnie », L'Évolution Psychiatrique, no 2, 1954, p. 177-235.
- Henri Baruk, « Le problème de la personnalité : ses aspects psychophysiologiques, psychopathologiques, moraux et sociaux », Revue Philosophique de la France et de l'Étranger, no 146, 1956, p. 441-493.
- Henri Baruk, « Les fausses schizophrénies », L'Évolution Psychiatrique, no 1, 1956, p. 15-21.
- Henri Baruk, « Freud et le judaïsme », Revue d’histoire de la médecine hébraïque, no 43, mars 1959, p. 29-50.
- Henri Baruk, « Maladies mentales et liberté », Les Études Philosophiques, Nouvelle série, 14e année, no 1, 1959, p. 9-15.
- Henri Baruk, « La morale en psychologie et en psychopathologie », Revue Philosophique de la France et de l'Étranger, no 153, 1963, p. 13-40.
- Henri Baruk, « De la psychanalyse à la chitamnie : le problème des psychothérapies », Entretiens de Bichat. Médecine, Éditions L'Expansion Scientifique Française, Issoudun, 1965.
- Henri Baruk, « Considérations historiques sur l'évolution des entités nosographiques et sur leur révision dans la psychiatrie française de Pinel à nos jours », Annales médico-psychologiques, no 124, 2, 4, 1966, p. 498-503.
- Henri Baruk, « La signification de la psychanalyse et le judaïsme », Revue d’histoire de la médecine hébraïque, no 71 et 72, mars et juillet 1966, p. 15-25, p. 53-65.
- (en) Henri Baruk, « Notes on the History of French Psychiatry from Pinel to Our Time », Israel Annals of Psychiatry and Related Disciplines 5, no 2, 1967, p. 134-141.
- Henri Baruk, « De Freud au néo-paganisme », La Nef, no 31, juillet-octobre 1967, p. 137-149.
- Henri Baruk, « La morale en psychosociologie et en histoire », Revue Philosophique de la France et de l'Étranger, no 158, 1968, p. 103-107.
- Henri Baruk, « Nouvelles recherches sur Freud et la psychanalyse », Annales médicopsychologiques, t. 1, 1968, no 4,p. 595-599.
- Henri Baruk, « Humanisme et psychiatrie », Evolutionary Psychiatry 35, no 1, 1970, p. 139-157.
- Henri Baruk, « La vie et l'œuvre de Moreau de Tours », Annales médico-psychologiques, no 128, 2, 1, 1970, p. 27-32.
- Henri Baruk, « L'œuvre de Freud est-elle d'origine juive ? À propos du livre de Percival Bailey [Sigmund the unserene] », Annales médico-psychologiques, no 134, 2, 1, 1976, p. 66-72.
- Henri Baruk, « La condition du malade mental en France de Pinel à nos jours », Annales médico-psychologiques, no 130, 2, 1, 1972, p. 1-16.
- Henri Baruk, « Pinel et son temps. Pinel et notre temps », Histoire des Sciences Médicales, no 11, 3, 1977, p. 152-160.
- Henri Baruk, « L'hôpital psychiatrique d'hier et de demain », Annales médico-psychologiques, no 138, 2, 1980, p. 700-704.
- Henri Baruk, « Psychothérapies et croyances », in P. Pichot et B. Samuel Lajeunesse, Nouvelles tendances en psychothérapie, Masson, 1983.
- Henri Baruk, « Quelques réflexions sur l'histoire de la psychiatrie », Histoire des Sciences Médicales, no 18-3, 1984, p. 205-207.
- Henri Baruk, « La psychiatrie régressive et répressive », Revue des Deux-Mondes, no 158, septembre 1984, p. 561-575.
- Henri Baruk, « Le Dr Isidore Simon (1908-1986) », Histoire des Sciences Médicales, no 20, 2, 1986, p. 133-137.
- Henri Baruk, « Signification de l'œuvre de Pierre Janet », Annales médico-psychologiques, no 145, 10, 1987, p. 851-854.
- Henri Baruk, « L'œuvre d'Esquirol et la régression actuelle »,  Histoire des Sciences Médicales, no 22-2, 1988, p. 155-158.
- Henri Baruk, « En souvenir de la loi de 1838. Les troubles mentaux et la société », Annales médico-psychologiques, no 146, 9, 1988, p. 836-837.
- Henri Baruk, « Souvenirs et signification de la guerre de 14-18 »,  Histoire des Sciences Médicales, no 24-3/4, 1990, p. 239-240.